# Kateretes

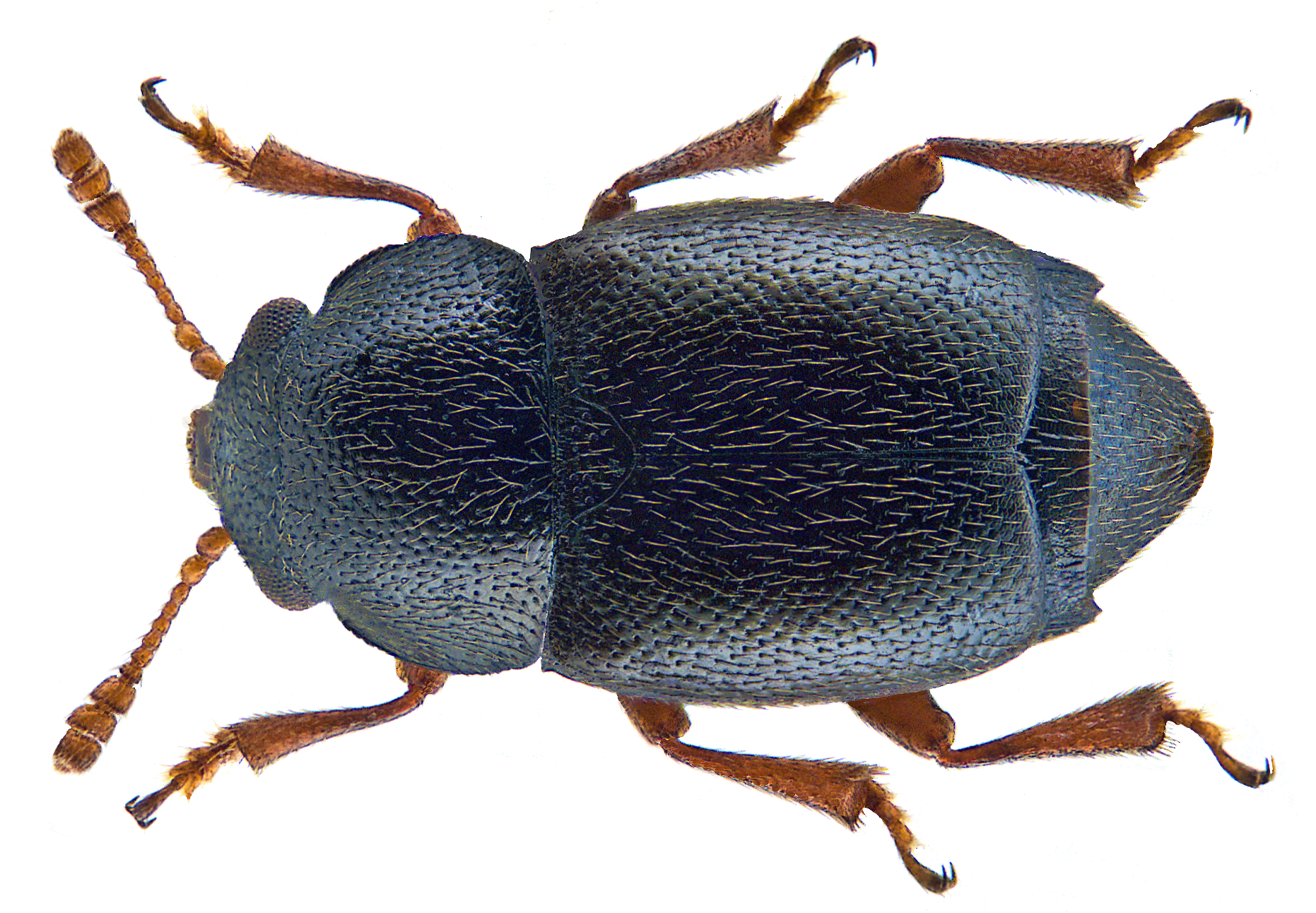
Kateretes rufilabris

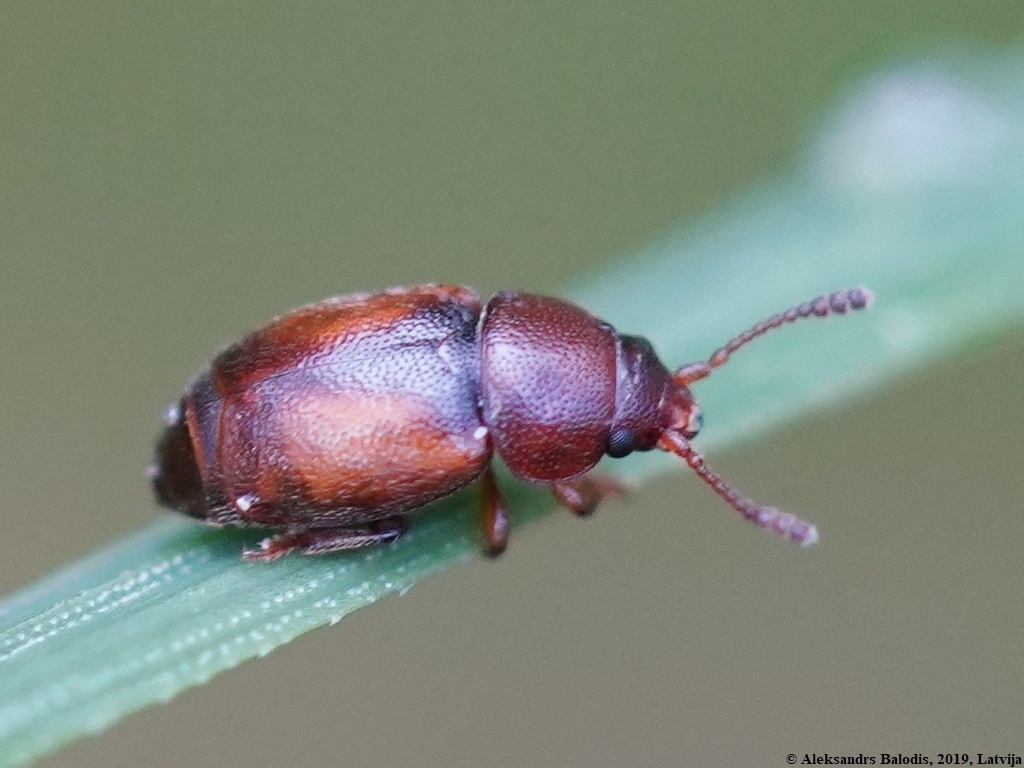
Kateretes pusillus

Kateretes – rodzaj chrząszczy z rodziny Kateretidae i podrodziny Kateretinae.

## Morfologia
Chrząszcze o owalnym w zarysie, stosunkowo płaskim ciele długości od 1,5 do 3 mm. Ubarwienie miewają od rudożółtego przez brunatne do czarnego. Oskórek porośnięty jest krótkimi, przylegającymi szczecinkami i pokryty bezładnym punktowaniem. Czułki buduje jedenaście członów, z których trzy ostatnie formują buławkę. Przedplecze jest poprzeczne, o owalnym lub trapezowatym kształcie z szeroko zaokrąglonymi tylnymi kątami i prostą do lekko zakrzywionej krawędzią tylną, na dysku z grubymi, większymi od omatidiów punktami. Tarczka ma duże wymiary i trójkątny kształt. Odnóża mają pięcioczłonowe stopy zwieńczone niezmodyfikowanymi, pozbawionymi ząbka nasadowego pazurkami. Odwłok nie ma kępki szczecinek pośrodku sternitu trzeciego. U samca ósmy tergit nie jest widoczny.

## Ekologia i występowanie
Larwy przechodzą rozwój w kwiatach sitów, natomiast postacie dorosłe spotykane są również na kwiatach turzyc. 
Większość gatunków zamieszkuje krainę palearktyczną; po jednym należy do fauny orientalnej części Indii i nearktycznej Ameryki Północnej. W Polsce stwierdzono występowanie trzech gatunków (zobacz: Kateretidae Polski).

## Taksonomia
Takson ten wprowadzony został w 1793 roku przez Johanna Friedricha Wilhelma Herbsta. Zalicza się do niego 11 opisanych gatunków:
- Kateretes dalmatinus (Sturm, 1844)
- Kateretes flavicans (Fairmaire, 1860)
- Kateretes gravidus (Illiger, 1798)
- Kateretes japonicus Hisamatsu, 1985
- Kateretes mixtus Kirejtshuk, 1989
- Kateretes ornatus (Jelinek, 1978)
- Kateretes pedicularius (Linnaeus, 1758)
- Kateretes pennatus (Murray, 1864)
- Kateretes pusillus (Thunberg, 1794)
- Kateretes rufilabris (Latreille, 1807)
- Kateretes takagii Hisamatsu, 2006